# Saint-Germain-l'Aiguiller

Saint-Germain-l'Aiguiller este o comună în departamentul Vendée, Franța. În 2009 avea o populație de 392 de locuitori.